# Sérgio Oliveira
Sérgio Miguel Relvas de Oliveira (Paços de Brandão, 2 de junio de 1992), conocido como Sérgio Oliveira, es un futbolista portugués que juega en la posición de centrocampista en el Sport Recife del Campeonato Brasileño de Serie A.

## Selección nacional
Formó parte de la selección portuguesa que disputó el Campeonato Europeo de la UEFA Sub-19 2010. Posteriormente sería convocado para la Eurocopa Sub-21 de 2015 en República Checa, donde su selección obtuvo el subcampeonato. 

### Participaciones con la selección
| Torneo                                    | Sede            | Resultado        |
| ----------------------------------------- | --------------- | ---------------- |
| Campeonato Europeo de la UEFA Sub-19 2010 | Francia         | Primera ronda    |
| Eurocopa Sub-21 de 2015                   | República Checa | Subcampeón       |
| Eurocopa 2020                             | Europa          | Octavos de final |

## Estadísticas

### Clubes
Actualizado al último partido disputado el 12 de diciembre de 2023.
| Club                               | País     | Año       | Partidos | Goles |
| ---------------------------------- | -------- | --------- | -------- | ----- |
| F. C. Porto                        | Portugal | 2009-2022 | 170      | 39    |
| S. C. Beira-Mar (préstamo)         | Portugal | 2010-2011 | 12       | 0     |
| K. V. Mechelen (préstamo)          | Bélgica  | 2011      | 8        | 3     |
| F. C. Penafiel (préstamo)          | Portugal | 2012      | 13       | 3     |
| F. C. Porto "B"                    | Portugal | 2012-2020 | 37       | 6     |
| F. C. Paços de Ferreira (préstamo) | Portugal | 2013-2015 | 69       | 6     |
| F. C. Nantes (préstamo)            | Francia  | 2017      | 6        | 0     |
| PAOK de Salónica F. C. (préstamo)  | Grecia   | 2019      | 15       | 3     |
| A. S. Roma (préstamo)              | Italia   | 2022      | 22       | 3     |
| Galatasaray S. K.                  | Turquía  | 2022-2024 | 54       | 6     |
| Olympiacos F. C.                   | Grecia   | 2024-2025 |          |       |
| Sport Recife                       | Brasil   | 2025-     |          |       |
| Total                              | Total    | Total     | 408      | 69    |

## Palmarés

### Títulos estatales
| Título                  | Club         | Estado     | Año  |
| ----------------------- | ------------ | ---------- | ---- |
| Campeonato Pernambucano | Sport Recife | Pernambuco | 2025 |

### Títulos nacionales
| Título                | Club                | País     | Año  |
| --------------------- | ------------------- | -------- | ---- |
| Copa de Portugal      | F. C. Porto         | Portugal | 2010 |
| Primeira Liga         | F. C. Porto         | Portugal | 2018 |
| Supercopa de Portugal | F. C. Porto         | Portugal | 2018 |
| Superliga de Grecia   | PAOK Salónica F. C. | Grecia   | 2019 |
| Copa de Grecia        | PAOK Salónica F. C. | Grecia   | 2019 |
| Primeira Liga         | F. C. Porto         | Portugal | 2020 |
| Copa de Portugal      | F. C. Porto         | Portugal | 2020 |
| Supercopa de Portugal | F. C. Porto         | Portugal | 2020 |
| Primeira Liga         | F. C. Porto         | Portugal | 2022 |
| Superliga de Turquía  | Galatasaray S. K.   | Turquía  | 2023 |
| Supercopa de Turquía  | Galatasaray S. K.   | Turquía  | 2023 |
| Superliga de Turquía  | Galatasaray S. K.   | Turquía  | 2024 |

### Títulos internacionales
| Título                             | Club       | País    | Año  |
| ---------------------------------- | ---------- | ------- | ---- |
| Liga Europa Conferencia de la UEFA | A. S. Roma | Albania | 2022 |